# Marcin Mielczewski
Marcin Mielczewski, monogram M.M. (zm. między 8 a 30 września 1651 w Warszawie)  – polski kompozytor i kapelmistrz okresu wczesnego baroku.

## Życiorys
Nazwisko kompozytora występuje w przekazach źródłowych w wielu wersjach, m.in.: Mielcowski, Mielezewski, Milczewski, Mylczewski. Data i miejsce urodzenia nie są znane, daty sporządzenia i otwarcia testamentu pozwalają na przybliżone określenie daty śmierci; z testamentu (zaginiony podczas II wojny światowej, obecnie znamy streszczenie dokonane przez Hieronima Feichta) wiadomo, że pochodził z rodziny katolickiej. Według H. Niniusa („Examen breve”..., Braniewo 1647) Mielczewski był uczniem Franciszka Liliusa  .
Od 1632 był muzykiem królewskim. Jego funkcja w kapeli Wazów nie jest znana; prawdopodobnie był instrumentalistą. Adam Jarzębski wymienia go wśród najwybitniejszych kapelistów Władysława IV i podkreśla jego kwalifikacje kompozytorskie. W 1644 lub 1645 został kapelmistrzem Karola Ferdynanda Wazy, brata króla Władysława IV. Biskup-królewicz miał jeden z najlepszych zespołów muzycznych w ówczesnej Rzeczypospolitej, złożony z wirtuozów włoskich oraz muzyków polskich, a jego kapelmistrzostwo było najbardziej prestiżowym stanowiskiem muzycznym zajmowanym przez Polaka. Funkcję tę Mielczewski pełnił do końca życia, nie zrywając kontaktów z dworem królewskim  .

## Twórczość
Mielczewski był najbardziej znanym w Europie kompozytorem polskim XVII wieku  . Jego kompozycje były znane w różnych ośrodkach niemieckich, w Danii, Gdańsku, na Śląsku, Morawach i Słowacji, na Ukrainie, w Rosji i prawdopodobnie w Paryżu; zabiegali o nie m.in. książęta niemieccy i patriarcha moskiewski Nikon .
Jego twórczość obejmuje muzykę religijną a cappella, wokalno-instrumentalną oraz instrumentalne canzony, sonaty, tańce i inne utwory świeckie. Wśród niemal 50 kompletnie zachowanych utworów wokalno-instrumentalnych, znajduje się ponad 40 koncertów kościelnych i motetów z basso continuo oraz 4 msze z instrumentami lub tylko z basso continuo. Znaczną część repertuaru zajmują realizowane w bardzo rozmaity sposób kompozycje polichóralne  .
Tylko dwa jego utwory ukazały się drukiem: kanon podwójny w unisonie, opublikowany przez Marco Scacchiego w Xenia Apollinea (Wenecja 1643) oraz solowy koncert kościelny Deus in nomine tuo wydany w zbiorze koncertów kościelnych J. Havemanna Erster Theil Geistlicher Concerten (Jena 1659). Pozostałe kompozycje zachowały się w rękopiśmiennych kopiach i znajdują się obecnie w bibliotekach i archiwach zagranicznych – w Berlinie, Paryżu, Kromieryżu, Lewoczy i Wilnie, a także polskich – w Gdańsku, Warszawie i Krakowie .
Znana obecnie twórczość Mielczewskiego stanowi znaczną część zachowanego repertuaru powstałego w Rzeczypospolitej czasów Wazów. Bogactwo zastosowanych w niej środków technicznych oraz różnorodność stylistyczna dobrze świadczą o warsztacie kompozytorskim Mielczewskiego, a pośrednio także o poziomie artystycznym praktyki kompozytorskiej w XVII-wiecznej Polsce .

## Ważniejsze dzieła
(za: A. Chodkowski, Encyklopedia muzyki)
- 7 cancon na 2 lub 3 instrumenty
- koncerty wokalno-instrumentalne
  - Deus in nomine tuo
  - Veni Domine
  - Audite et admiramini
  - Benedictio et claritas
  - Anima mea
  - Triumphalis dies
  -  Vesperae Dominicales
- msze
  - O Gloriosa Domina
  - Cerviensiana
  - Triumphalis
  - Sancta Anna
- Gaude Dei Genitrix, motet a cappella